# El Chavo del Ocho
 (octobre 2023).
Si vous disposez d'ouvrages ou d'articles de référence ou si vous connaissez des sites web de qualité traitant du thème abordé ici, merci de compléter l'article en donnant les références utiles à sa vérifiabilité et en les liant à la section « Notes et références ».
El Chavo del Ocho (Le Garçon du huitième)  est une série télévisée mexicaine en 290 épisodes d'environ 22 minutes, créée par Roberto Gómez Bolaños, dit Chespirito, produit par Televisa. Et diffusée entre le 26 février 1973 et 7 janvier 1980 sur Canal 2 (1973-1974) et Canal 2.
À la fin de 1978, Carlos Villágran quitte le programme en raison de conflits provoqués par le personnage de Quico. L'année suivante, Ramon Valdés fait de même pour des raisons personnelles, mais il revient. La série a été diffusée pour la dernière fois en tant que série indépendante en 7 Janvier 1980, bien qu'il soit resté membre du programme Chespirito jusqu'en 1992. En 2006, sa version dessin animé est sortie, La Chilindrina n'y est pas présente en raison de problèmes de droits d'auteur.
Cette série est inédite dans les pays francophones.

## Synopsis

Logo de la série.

Un immeuble locatif mexicain, la vecindad, théâtre des aventures d'El Chavo del Ocho. Il s'agit d'un el Ñoño jeune garçon âgé de huit ans, pauvre et sans famille, qui se réfugie durant la journée dans un tonneau mais déclare habiter dans l'appartement numéro huit avec une personne dont l'identité n'est jamais révélée, un évènement aléatoire venant systématiquement interrompre le jeune homme lorsqu'il tente de l'exposer.
Il est entouré de nombreux personnages récurrents, tels Don Ramón, la Chilindrina, Quico, Doña Florinda, Doña Clotilde, el Profesor Jirafales, el senor Barriga avec lesquels il vit des aventures quotidiennes mais humoristiques.
Don Ramón et sa fille, la Chilindrina, Doña Florinda et son fils Quico, ainsi que Doña Clotilde dite "la Bruja del 71" (la sorcière du 71, parce qu'elle habitait au N° 71) (secrètement amoureuse de Don Ramón) sont des locataires de l'immeuble dont "el señor Barriga" vient régulièrement toucher les loyers.
Le Profesor Jirafales, amoureux de Doña Florinda, vient régulièrement lui rendre visite avec un bouquet de fleurs. Cette dernière, sous le charme, l'invite alors à prendre une tasse de café chez elle.
Le Chavo del Ocho, quant à lui, se réfugie souvent dans un tonneau placé dans la cour de l'immeuble. Il observe les va-et-vient des autres personnages, et ajoute souvent son grain de sel, avec naïveté et maladresse.

## Distribution

### Protagonistes
- Roberto Gómez Bolaños (1972-1992) : El Chavo del Ocho
- María Antonieta de las Nieves (1972-1973, 1975-1992) : La Chilindrina (fille de Don Ramon)
- Carlos Villagrán (1972-1978) : Quico (fils de Doña Florinda)
- Ramón Valdés (1972-1979, 1981-1982) : Don Ramon
- Florinda Meza (1972-1991) : Doña Florinda
- Rubén Aguirre (1973-1992) : Profesor Jirafales
- Edgar Vivar (1972-1991) : Señor Barriga
- Angelines Fernández (1972-1991) : Doña Clotilde, dite La Bruja del 71
- Horacio Gómez Bolaños (1974-1992) : Godínez
- Raul "Chato" Padilla (1979-1980, 1982-1992) : Jaimito, el Cartero

### Secondaires
- Patty Juarez, Rosita Bouchot, Ana Lilian de la Macorra et Patty Strevel (1972, 1975, 1978–1979, 1987–1988) : Paty (nièce de Gloria)
- Maribel Fernández, Olivia Leyva, Regina Torné e Maricarmen Vela (1972, 1975, 1978, 1987) : Gloria
- Florinda Meza (1974-1992) : Popis (nièce de Doña Florinda)
- Edgar Vivar (1974-1992) : Ñoño (fils de Señor Barriga)
- María Antonieta de las Nieves (1977, 1979, 1980-1983, 1985, 1990) : Doña Nieves (arrière grand-mère de La Chilindrina)
- Ricardo de Pascual (1976) : El Señor Cavillo
- José Antonio Mena, Ricardo de Pascual, Benny Ibarra (padre) (1974, 1976, 1982) : El Señor Hurtado

## Phrases du Chavo del Ocho
- « Fue sin querer queriendo » : Lorsque le Chavo cherche à se justifier de l'une de ses bêtises

- « Bueno, pero no te enojes » : Lorsque le Chavo cherche à calmer son interlocuteur

- « ¡Pues al cabo que ni quería ! » : Quand un autre enfant refuse de lui prêter ses jouets

- « ¡Todo yo! ¡Todo yo! ¡Todo yo! » : Quand le Chavo sent que le sort s'acharne sur lui.

- « ¡Se me chispoteo! » : Quand le Chavo réalise qu'il a laissé échapper une réflexion qu'il aurait dû garder pour lui.

- « Eso, eso, eso » : Chavo utilise cette expression pour remplacer le mot "précisément"

- « Pipipipipipipipi » : La façon dont le Chavo pleure.

- « Es que no me tienen paciencia » : Quand le Chavo sent que ses amis perdent patience et s'énervent contre lui.

## Commentaires
Tout comme dans les autres séries de Chespirito, les personnages sont interprétés par des acteurs bien connus du public et souvent identifiés à leurs personnages. Tous les personnages (y compris -et surtout- les enfants) sont interprétés par des adultes, ce qui ajoute au comique de la série.
L'humour de la série est largement basé sur la répétition, aussi bien des expressions utilisées par les personnages que par leur comportement les uns par rapport aux autres.
Le nom du personnage principal (El Chavo del Ocho) s'explique par le fait que « Chavo » est une abréviation de « chaval », terme mexicain désignant un « jeune garçon ». Quant au numéro 8 (Ocho), il est lié au fait que la série fut d'abord diffusée sur le Canal Ocho de México (XHTIM Canal 8).
La série El Chavo del Ocho a donné lieu à une série parodique du même nom continuant le concept des anciens épisodes.
Inconnue en France et dans les pays francophones, la série a rencontré dès le début un franc succès dans les pays hispanophones, en Amérique du Sud notamment, ainsi qu'au Brésil où elle a été doublée en portugais. La série a été diffusée à partir de 1973 sous le titre "Chaves" au Brésil où elle a rencontré un succès phénoménal au point de faire aujourd'hui encore partie de la mémoire collective. En 2014 le décès de Roberto Gomez Bolaños (créateur et interprète du personnage principal de Chavo) a suscité une émotion très vive au Brésil où la série fait partie de la culture populaire.